# Pilipectus chinensis
Pilipectus chinensis là một loài bướm đêm trong họ Noctuidae.